# سیارک ۲۰۸۲
سیارک ۲۰۸۲ (به انگلیسی: 2082 Galahad، نامگذاری:7588P-L) دو هزار و هشتاد و دومین سیارک کشف شده‌است که در ۱۷ اکتبر ۱۹۶۰ کشف شد.
قدر مطلق سیارک برابر ۱۳٫۳۰ است.